# 1975-ös magyar férfi vízilabda-bajnokság (első osztály)
Az 1975-ös magyar férfi vízilabda-bajnokság a hatvankilencedik magyar vízilabda-bajnokság volt. A bajnokságban tizenkét csapat indult el, a csapatok két kört játszottak.

## Tabella
| #   | Csapat                | M  | Gy | D  | V  | G+  | G-  | P  |
| --- | --------------------- | -- | -- | -- | -- | --- | --- | -- |
| 1.  | Vasas SC              | 22 | 16 | 5  | 1  | 103 | 74  | 37 |
| 2.  | OSC                   | 22 | 12 | 9  | 1  | 119 | 90  | 33 |
| 3.  | Ferencvárosi TC       | 22 | 13 | 4  | 5  | 104 | 87  | 30 |
| 4.  | Újpesti Dózsa         | 22 | 10 | 6  | 6  | 92  | 77  | 26 |
| 5.  | BVSC                  | 22 | 10 | 5  | 7  | 97  | 86  | 25 |
| 6.  | Bp. Honvéd            | 22 | 9  | 4  | 9  | 100 | 98  | 22 |
| 7.  | Bp. Spartacus         | 22 | 7  | 8  | 7  | 86  | 88  | 22 |
| 8.  | Szentesi Vízmű        | 22 | 3  | 10 | 9  | 84  | 94  | 16 |
| 9.  | Szegedi EOL SC        | 22 | 3  | 9  | 10 | 68  | 89  | 15 |
| 10. | Szolnoki Vízügy-Dózsa | 22 | 3  | 8  | 11 | 99  | 119 | 14 |
| 11. | Egri Dózsa            | 22 | 4  | 5  | 13 | 98  | 125 | 13 |
| 12. | Vasas Izzó            | 22 | 2  | 7  | 13 | 72  | 95  | 11 |

* M: Mérkőzés Gy: Győzelem D: Döntetlen V: Vereség G+: Dobott gól G-: Kapott gól P: Pont

## A csapatok
A Vasas bajnokcsapata: Bányai Miklós, Bobory György, Budavári Imre, Csapó Gábor, Darida János, Dávid Imre, Faragó Tamás, Gajdossy Zoltán, Görgényi István, Horváth Péter, Kenéz György, Kijátz Valér, Ölveczky Péter, Tory György, edző: Rusorán Péter
Az OSC ezüstérmes csapata: Bodnár András, Fekete Szilveszter, Gál Gyula, Hámori Miklós, Konrád Ferenc, Kovács Károly, Nemcsik Ferenc, Polónyi Ákos, Sudár Attila, Szabó István, Szívós István, Vindisch Kálmán, edző: Katona András
A Ferencváros bronzérmes csapata: Balla Balázs, Debreczeni Zsolt, Gerendás György, Györe Lajos, Ipacs László, Kásás Zoltán, Kohán Imre, Kövecses Zoltán, Steinmetz János, Szellő Tamás, Szollár László, Wiesner Tamás, edző: Mayer Mihály
Újpesti Dózsa: Császár György, Cservenyák Tibor, Füri Gábor, Gazda László, Horváth Bernát, Kosztolánczy György, Mátsik László, Radnóti György, Sárosi László, Székely Zoltán, Wolf Péter, edző: Mohácsi Attila
BVSC: Czigány Károly, Gál Ferenc, Gém Zoltán, Gyerő Csaba, Heltai György, Horkai György, Joós János, Kiss Csaba, Kovács István, Lakatos György, Szöghy Dezső, Varga Gyula, edző: Babarczy Roland
Bp. Honvéd: Dancs Gyula, Fehér András, Fonó Péter, Hauszler Károly, Hídvégi Sándor, Kucsera Gábor, Kuncz László, Mezei József, Molnár László, Potyondi József, Tóth Endre, Vindisch Ferenc, edző: Brandi Jenő
Bp. Spartacus: Barna Attila, Barsi László, Deák Gábor, Felkai László, György Sándor, Kemény Dénes, Koller Ákos, Magas István, Molnár Endre, Somossy József, edző: Bolvári Antal
Szentes: Bódi Ferenc, Halász Mihály, Horváth György, Kádár József, Komlósi János, Kurucz Márton, Pengő László, Soós László, Szénászky János, Tóth Gyula, edző: Réhbely Sz. József
Szegedi EOL: Boros Tamás, Borzi Miklós, Esztergomi Mihály, Kiss Lajos, Lutter István, Max Gábor, Rácz Béla, Szittya Károly, Vezsenyi Kornél, Vezsenyi Péter, Zámbó Lajos, Zsofinyec Mihály, edző: Koncz István
Szolnoki Vízügy-Dózsa: Bozsó Szabolcs, Cseh Sándor, Dudás János, Hecsey Pál, Kelemen István, Kozák Tibor, Pásztrai László, Pintér Ferenc, Pintér István, Rakita Albert, Takó Gyula, Ugrai József, Urbán Lajos, Varga József, Vörösvári Zsolt, edző: Kanizsa Tivadar
Egri Dózsa: Bolya László, Denk János, Gyulavári Zoltán, Hadobás Gyula, Kácsor László, Katona József, Kádas Géza, Kelemen Attila, Kovács Róbert, Kovács Tamás, Krajcsovics Csaba, Pócsik Dénes, Sike József, edző: Pócsik Dénes
Vasas Izzó: Balázs György, Csáky Gyula, Dávid Gyula, Gál Tamás, Horváth Viktor, Konrád János, Lőrincz Lajos, Martin György, Martinovics György, Nagy Ferenc, Németh Gábor, Németh István, Takács Tibor, Zsoldos János, Edző: Bíró Róbert

## A góllövőlista élmezőnye
|    | Gól | Játékos           | Csapat                |
| -- | --- | ----------------- | --------------------- |
| 1. | 44  | Faragó Tamás      | Vasas                 |
| 2. | 35  | Vindisch Kálmán   | OSC                   |
| 3. | 30  | Debreczeni Zsolt  | Ferencváros           |
| 4. | 28  | Krajcsovics Csaba | Egri Dózsa            |
| 5. | 27  | Pintér István     | Szolnoki Vízügy-Dózsa |
| 6. | 25  | Hídvégi Sándor    | Bp. Honvéd            |